# Solakovići (gmina Kiseljak)
Solakovići – wieś w Bośni i Hercegowinie, w Federacji Bośni i Hercegowiny, w kantonie środkowobośniackim, w gminie Kiseljak. W 2013 roku liczyła 220 mieszkańców, z czego większość stanowili Boszniacy.